# Ceràmiques amb inscripcions en ibèric
Al jaciment de ca n'Oliver s'han pogut localitzar una sèrie de ceràmiques amb inscripcions en ibèric. Una d'aquestes ceràmiques es tracta d'un vas de tipus stamnoide de producció de cocció reductora gris de la Costa Catalana en el que hi trobem la inscripció de Bilosaker Teigar, bilos[a]rkerdegiar en iber.
Aquesta peça ceràmica va ser localitzada als anys 70 per un aficionat en unes obres, per aquesta raó la peça no ha pogut estar datada estratigràficament. Encara que es pensa que correspondria a un habitat del carrer sud del poblat (zona 3). Tot i així, per les seves característiques formals i en comparació amb altres ceràmiques s'ha pogut datar entre finals del segle IV i finals del segle III aC. Pel que correspondria amb la tercera fase (300-200 aC) dins de la seqüència evolutiva del poblat.
El vas està compost de traces incises en zig-zag que es combinen amb motius enforma d'espiga o de “espina de peix”. La inscripció en qüestió es localitza just a sota de la zona de la vora i es troba quasi completa. La inscripció estaria formada per els elements bilos i arker amb el sufix -de i seguit de la forma eigar, pel que ens trobaríem amb la fórmula NP-te-eikar, pel que es sol donar un sentit d'autoria, en el que eikar seria un verb de significat pròxim llatí fecit, i el sufix -te la marca del agent en acció. Pel que podríem traduir-la com a “Bilosarker ho ha fet” o “Fet per Bilosarker”.